# Canyon (Texas)
Canyon é uma cidade localizada no estado norte-americano do Texas, no Condado de Randall.

## Demografia
Segundo o censo norte-americano de 2000, a sua população era de 12.875 habitantes.
Em 2006, foi estimada uma população de 13.572, um aumento de 697 (5.4%).

## Geografia
De acordo com o United States Census Bureau tem uma área de
12,8 km², dos quais 12,8 km² cobertos por terra e 0,0 km² cobertos por água. Canyon localiza-se a aproximadamente 1080 m acima do nível do mar.

## Localidades na vizinhança
O diagrama seguinte representa as localidades num raio de 28 km ao redor de Canyon.